# Institut Lumière

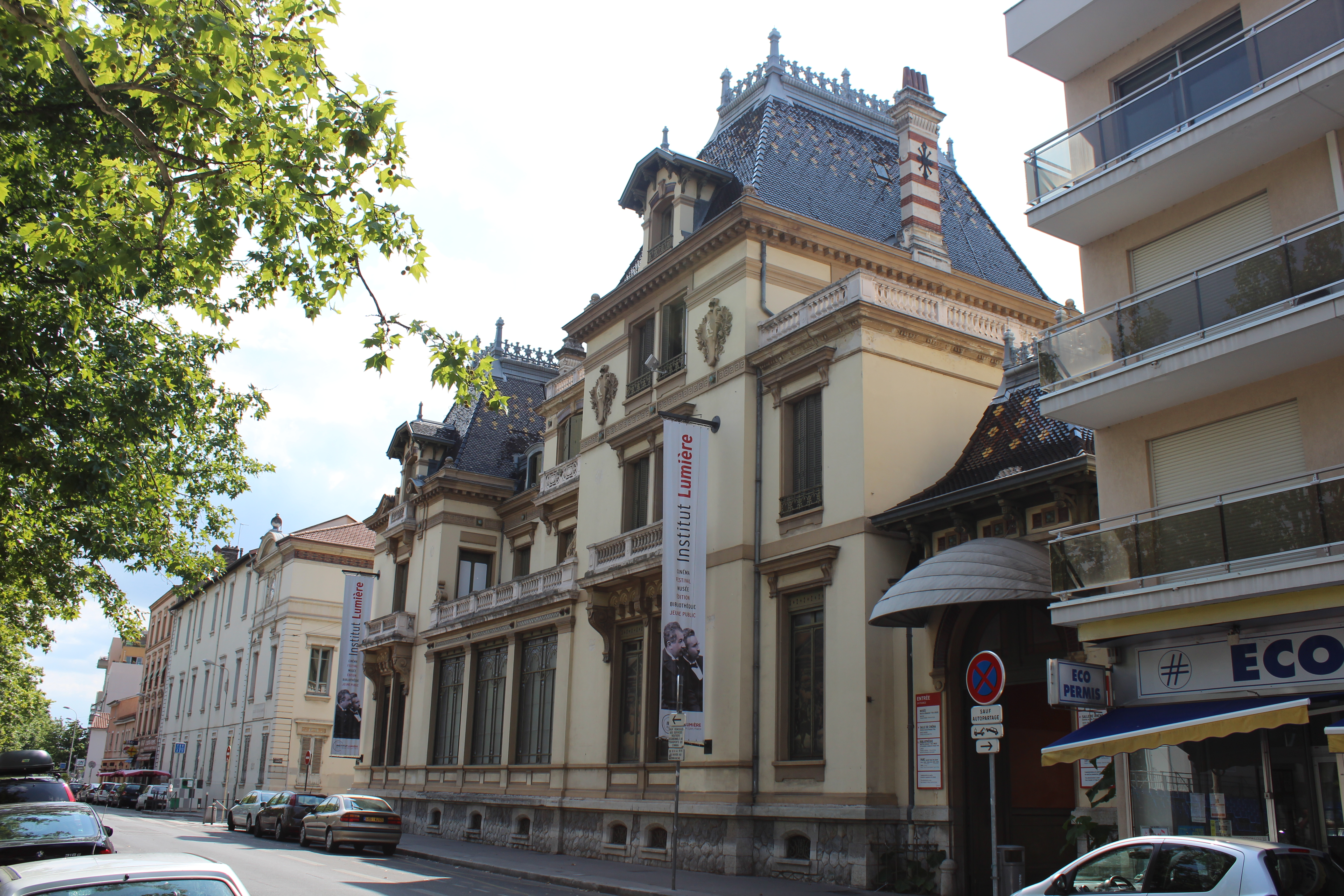
Villa lumière, Lyon

Das Institut Lumière ist eine Gesellschaft nach französischem Recht (Association loi de 1901). Es wurde 1982 gegründet und konzentriert sich auf die Verbreitung und Erhaltung des Filmerbes.

## Lage
Das Institut Lumière liegt in Lyon, 25 Rue du Premier-Film, im Quartier Monplaisir, 8. Arrondissement. Auf dem Gelände gibt es folgende Einrichtungen:
- zwei Kinosäle: der historische Saal Hangar du Premier-Film[1] mit 269 Plätzen, ausgerüstet mit drei verschiedene Projektoren: 16 mm, 32 mm und 4K[2] und der Saal der Villa Lumière mit 89 Plätzen
- In der Villa befinden sich auf zwei Stockwerken ein Museum, ein Dokumentationszentrum und Seminarräume.
- In anderen Stadtvierteln gibt es noch ein Fotostudio und drei Experimentierkinos.

Die Standortwahl in Lyon im Viertel Monplaisir soll daran erinnern, dass die Brüder Lumière hier ihren ersten Cinematographe entworfen haben. Der Apparat aus dem Jahr 1895 ermöglichte es, einen ersten Film (Aufnahmen und Wiedergabe) herzustellen: Arbeiter verlassen die Lumière-Werke. Schon 1966 wurde von der Stadt beschlossen, Paul Génard, Sammler von Filmen und Objekten, die das 7. Arrondissement betreffen, mit der Verwirklichung eines Musée du cinéma zu betrauen. Das Museum sollte in der Société Lumière eingerichtet werden, das die Stadt zu kaufen gedachte.

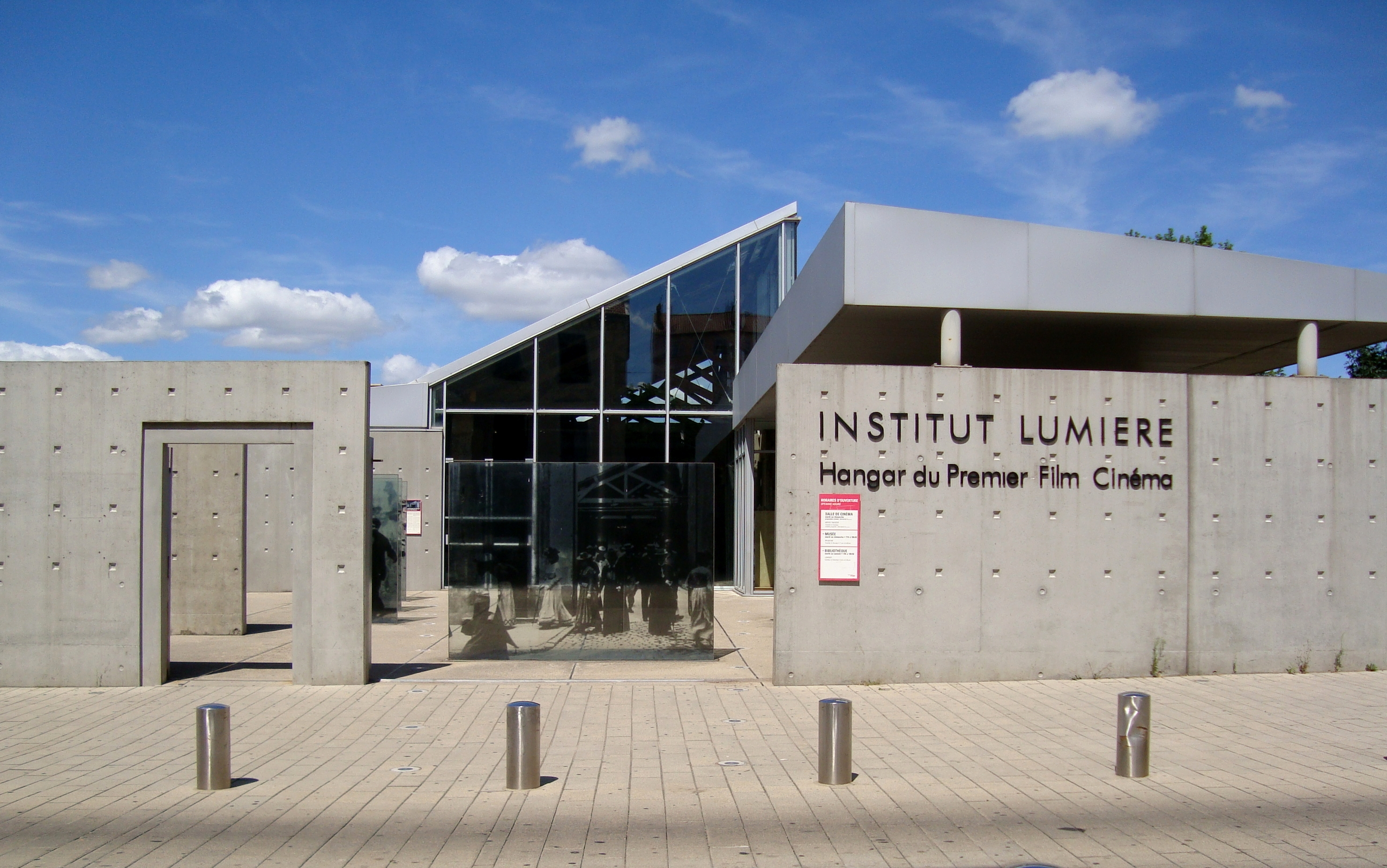
Hangar du Premier-Film

Die alten Lumière-Bauten wurden nach dem Erwerb durch die Stadt fast vollständig abgerissen. Vom Hangar blieb nur ein Teil übrig. Mit der Neugestaltung der Anlage (Hangar du Premier-Film) wurden der Architekt Pierre Colboc zusammen mit dem Architecte en chef des monuments historiques Didier Repellin beauftragt.

## Organisation
Das Institut Lumière wird von Bernard Chardère (1922–2015) verwaltet, Thierry Frémaux (* 1960), seit 2004 Bevollmächtigter der Filmfestspiele von Cannes, ist der Leiter des Hauses und Bertrand Tavernier ist Vorsitzender. Aufgabe des Instituts ist:
- Pflege des Filmerbes (Filme, Drehbücher, Fachliteratur, Fotos, Plakate, Fotogeräte)
- Unterstützung künstlerischer Aktivitäten (Filmprojekte, Ausstellungen, Verlagswesen, Ausbildung)

Der Filmbestand von Lumière umfasst 1425 Filme, die 1998 im Filmarchiv des Centre national du cinéma et de l’image animée restauriert wurden. Die Sammlung wurde 2005 in das Weltwerbearchiv der UNESCO aufgenommen. Seit 2014 ist eine Auswahl von 130 Lumière-Filmen im Format 4K von Éclair (Frankreich) und Il Cinema Ritrovato (Bologna, Italien) restauriert worden. Diese Filme sind auf Bluray und DVD veröffentlicht worden mit einem Kommentar von Thierry Frémaux.
Seit 2009 organisiert das Institut das Festival Lumière, das im Oktober in den Kinosälen von Lyon und der Métropole de Lyon veranstaltet wird. Im Lauf des Festivals werden jeweils mehr als 200 Filme vorgestellt, und der Prix Lumière wird an einen Großen der Filmbranche für sein Gesamtwerk ausgelobt. Das Institut ist Eigentümer von drei weiteren Kinosälen, in denen vor allem Experimentalfilme und Arthaus-Filme gezeigt werden.

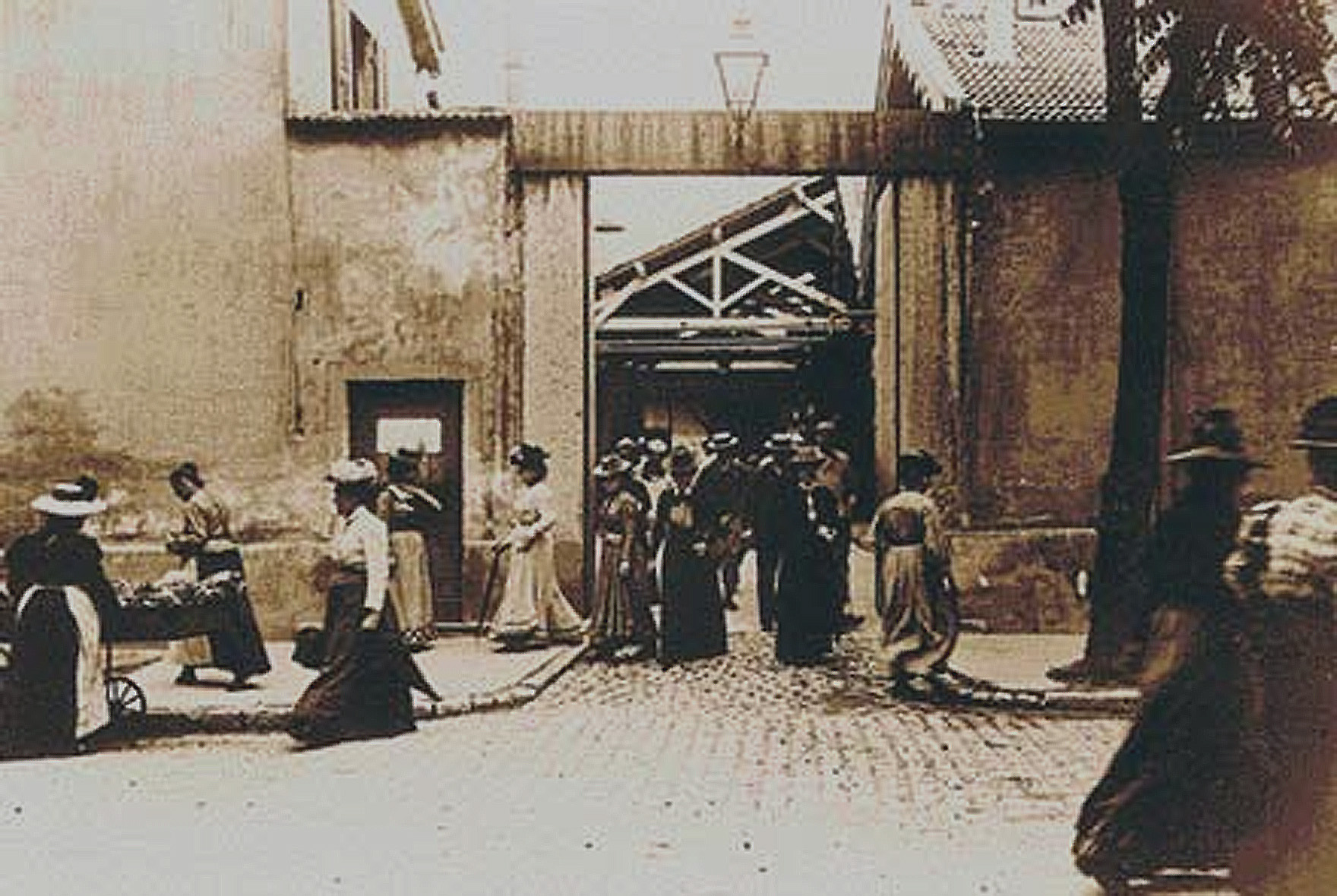
Tor der Usine Lumière in Lyon, Fotogramm von 1895, koloriert

## Künstlerische Ausrichtung
Das künstlerische Programm bietet täglich Veranstaltungen auf der großen Leinwand von 13 m mit Grund- und Digital-Sound sowie Vorträge und Diskussionsforen. Das hauseigene Magazin Rue du Premier-Film berichtet über Premieren, Festivals und geplante Filmprojekte. Jeder Sitz im Saal ist mit einer Plakette versehen mit dem Namen eines berühmten Filmschaffenden. Im Sommer veranstaltet das Institut Lumière auf der Place Ambroise-Courtois Freiluftkino, L'Été en Cinéma(scope), kostenfreie Projektion von Filmklassikern. Die Mur des cinéastes ist eine Art Walk of Fame in Lyon. Auf einer langen Mauer sind auf Kupfertafeln die Namen von Regisseuren eingelassen, die zum Festival eingeladen wurden.

## Museum Lumière

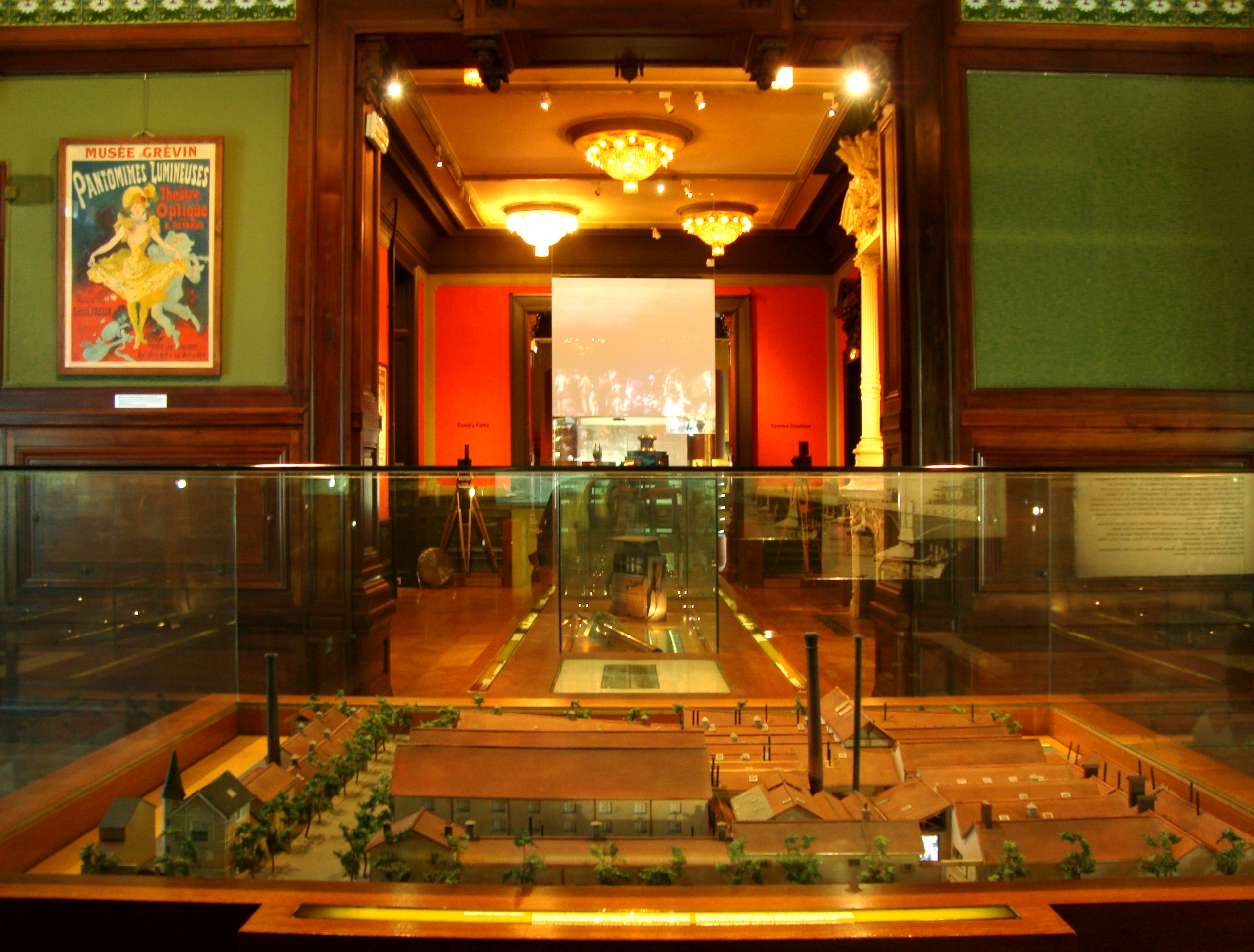
Modell der Fabrik Frères Lumière

Das Museum ist in der Villa Lumière untergebracht, einem Herrenhaus, das Antoine Lumière, der Vater der beiden Brüder, 1899 am Place de Monplaisir, nicht weit von den Räumlichkeiten der Gesellschaft Lumière, errichten ließ. Die Villa Lumière, die 1967 von den Erben Lumière – zusammen mit der Société Lumière – an die Gruppe Ilford Photo (Lumière & Ciba) verkauft wurde, die das Gebäude bis 1976 besaß. Nach ihrer Umsiedlung nach Saint-Priest waren sie bereit, die Fabrik und das historische Anwesen an die Stadt Lyon zu verkaufen. Nach der Renovierung von 1978 richtete sich hier die Fondation Nationale de la Photographie (Villa Lumière) ein, aus der dann 1982 das Institut Lumière wurde. Das Musée Lumière, das vor allem auf der Sammlung von Docteur Paul Génard und dem Fundus Lumière aufbaut, erlaubt dem Besucher, die Erfindungen der Gebrüder Lumière zu entdecken: den Kinematographen, mit dem am 28. Dezember 1895 die ersten Filme im Grand Café in Paris vorgeführt wurden; den Photorama; das Autochromverfahren; die Fotoplatte, genannt Ètiquette Bleue (deutsch Blaues Etiquett); die Projektion in 3D und 75 mm; die Photostéréosynthèse; die mechanische Hand. Im ersten Stock befindet sich ein Projektionsraum, in dem die ersten (restaurierten) Filme der Gebrüder Lumière zu sehen sind, darunter auch solche vom Hangar, wo der Film La Sortie de l'usine Lumière entstand.

## Dokumentationszentrum Raymond Chirat
Das vom Filmhistoriker Raymond Chirat (1922–2015) gegründete Dokumentationszentrum befindet sich auf zwei Etagen, im oberen Teil der Villa Lumière, im ehemaligen Maleratelier von Antoine Lumière. Es bietet 22 traditionellen Arbeitsplätze und 4 Computerplätze.
In Verbindung mit anderen Spezialbibliotheken – Bibliothèque du film, Cinémathèque de Toulouse – bietet das Dokumentationszentrum eine reichhaltige Sammlung von Büchern, Zeitschriften, technische Werken usw. zu verschiedenen Aspekte des Films. Seit 1992 ist das Institut mit dem Verlagshaus Actes Sud verbunden, um Bücher der Filmgeschichte zu publizieren.

## Fotogalerie
Die Fotogalerie des Institut Lumière befindet sich auf der Presqu’île, 3 Rue de l'Arbre-Sec. Außer der Präsentation der Sammlung werden regelmäßig Ausstellungen organisiert.
Ausstellungen (Auswahl)
- 2012: Bob Dylan par Jerry Schatzberg
- 2013: Chaplin, rare et inconnu, 40 Fotos aus dem Archiv der Chaplin-Familie
- 2015: J.O. Depardon et le sport
- 2014: Steve Schapiro
- 2014: La Nouvelle vague 1958–1968 – Photographies de Raymond Cauchetier
- 2014: Les photo-reporters de L’Équipe. 40 Schwarzweiss-Fotos von 1910 bis 1980
- 2013: Silenzio! Mémoires de cinéma, Fotoserie von François Fontaine
- 2015: Vincent Perez - (auto) portraits
- 2020/2021: Marcello ! Marcello Mastroianni, célèbre et rare
- 2021: Raymond Depardon - Le Désert américain
- 2021: Souvenirs de Bertrand Tavernier - Photographies d’Étienne George
- 2021: Nan Goldin - Variety
- 2022: Marcello Mastroianni – Plakatausstellung
- 2022: Sport et photographie, Schwarzweiss-Fotos
- 2022: Sport et cinéma – Plakatausstellung
- 2023: Marilyn Monroe 1962
- 2023: Errance – Raymond Depardon
- 2023: Pasolini et le football – La solitude de l’ailier droit

## Die drei Lumière-Säle
Die drei Säle wurden 2014 angekauft und vor der Eröffnung von Grund auf renoviert: Lumière Fourmi und die ehemaligen CNP Terreaux und Bellecour. Jetzt stehen 10 Vorführräume zur Verfügung.